# سیسیل آرتور لوئیس
سیسیل آرتور لوئیس (انگلیسی: Cecil Arthur Lewis؛ زاده ۲۹ مارس ۱۸۹۸ درگذشته ۱۹۹۷) یک نظامی و فیلم‌نامه‌نویس اهل بریتانیا بود.